# سوني بارجر
سوني بارجر (بالإنجليزية: Sonny Barger)‏ هو كاتب أمريكي، ولد في 8 أكتوبر 1938 في موديستو في الولايات المتحدة.

## وصلات خارجية
- الموقع الرسمي
- سوني بارجر على موقع IMDb (الإنجليزية)
- سوني بارجر على موقع إن إن دي بي (الإنجليزية)
- سوني بارجر على موقع قاعدة بيانات الفيلم (الإنجليزية)